# Taranis pulchella
Taranis pulchella är en snäckart som beskrevs av Addison Emery Verrill 1880. Taranis pulchella ingår i släktet Taranis och familjen kägelsnäckor. Inga underarter finns listade i Catalogue of Life.